# سوق صرف العملات
كلمة «فوركس» تشير إلى سوق العملات الأجنبية أو البورصة العالمية للعملات الأجنبية، وهي مزيج من اول حرفين لكل كلمة للمصطلح الاقتصادي من اللغة الإنجليزية "Foreign Exchange" أي «صرف العملات الأجنبية»، وهو سوق يمتد في جميع أنحاء العالم حيث تصرف العملات من قبل عدة مشاركين، مثل البنوك العالمية والمؤسسات الدولية والأسواق المالية والمتداولون الأفراد.

## ميزات سوق تداول العملات
| المرتبة | العملة            | أيزو 4217 الكود | رمز |
| ------- | ----------------- | --------------- | --- |
| 1       | الدولار الأمريكي  | USD             | $   |
| 2       | اليورو            | EUR             | €   |
| 3       | الين              | JPY             | ¥   |
| 4       | الجنيه الاستريلنى | GBP             | £   |
| 5/6     | فرنك سويسري       | CHF             | -   |
| 5/6     | دولار أسترالي     | AUD             | $   |

ويقدر المحللون الماليون الحجم اليومي لتداول العملات في سوق الفوركس بحوالي 5 تريليون دولار (5 آلاف مليار دولار يوميا) حيث أن آلاف الملايين من الدولارات تباع وتشترى كل ثانية. وكمثال على ذلك، أظهرت دراسة مسحية نفذتها مجموعة المرشدين العرب ان حوالي 70 الف أردني يتاجرون في العملات الأجنبية على الهامش (فوريكس) بمبالغ قاربت 787 مليون دولار أميركي.
ويتم التداول عن طريق شراء وبيع العملات الأساسية التي تحوز على الحصة الأساسية من العمليات في سوق الفوركس وهي الدولار الأمريكي (USD) العملة الأساسية واليورو الأوروبي (EUR) والجنيه الإسترليني (GBP) والفرنك السويسري (CHF) والين الياباني (JPY) والدولار الأسترالي (AUD) والدولار الكندي CAD)) وعملات أخرى عربية وأجنبية.
ويعتبر الخبراء الاقتصاديون أن أسواق العملات هي أسواق اعتيادية خلقتها التقنية وسهلت انتشارها في الآونة الأخيرة، ولتأثر سوق الفوركس بالتقنية، استطاع هذا السوق استقطاب مجموعات كبيرة من المستثمرين خلال السنوات الماضية بفضل انتشار التقنية ووسائل الاتصالات.
وبعكس عدة أسواق منتشرة في السوق فأن سوق العملات لا يعد سوق نخبوي يجيد التعامل معه إلا القلة من الناس، ولكن عدم اهتمام الإعلام الاقتصادي بتغطية نشاطات تجارة العملات جعل هذا السوق بعيداً عن العامة. فحتى الأشخاص الذين ليس لديهم خبرات في التعامل مع الإنترنت والحاسوب، يمكنهم التداول عبر مكالمات هاتفية لشركات الوساطة والتوقعات تشير إلى تقبّل شريحة كبيرة من الشباب السعودي والخليجي لتجارة العملات في الفترات المقبلة.

## تاريخ سوق العملات
يقول بعض الباحثين أن سوق تداول العملات يعود إلى فترة البابليين من ناحية أسسه ومبادئه. وفي تلك الأوقات كان التجار يتبادلون بضائعهم مقابل مواد أخرى. وبسبب عدم وجود مكان مركزي واشتراك الحكومات فيه توسع السوق بشكل كبير مما أسهم في الأزمة الاقتصادية الأمريكية في سنوات العشرين والثلاثين من القرن العشرين.
وفي هذه السنوات (عام 1929 بالتحديد) ورغم مرور هذه السنين الطويلة (3000 سنه تقريبا) مازالت أسواق الصرف لا تعني الكثير عند بعض الأفراد في العالم.
فالبورصات موجودة في كل دول العالم، ولكل بورصة تخصصها ومجالها. فبالإضافة إلى سوق العملات يوجد أنواعا أخرى من البورصات مثل: بورصات المعادن «كومكس» و«نيمكس»، بورصات الطاقة، أسواق رؤوس الأموال أو الأسهم أسواق الديون أو السندات، أسواق السلع ومنها عصير البرتقال والخنازير والبيض والحبوب والسكر والبن.
وهناك نوعان من البورصات:
بورصات التبادل المباشرExchange
بورصات التبادل عبر شبكات الاتصال:
الفوركس تتبع لبورصات التبادل عبر شبكات الاتصال Over the counter (OTC) فهي أسواق يتم فيها بيع وشراء السلع دون أن يكون لها مكان مركزي محدد بل تتم عمليات البيع والشراء بين الشركات والبنوك والأفراد عن طريق شبكات الاتصال والكمبيوتر (عن طريق الاتصال التلفوني والإنترنت بالحاسوب في وقت واحد بين مئات البنوك حول العالم). وهذا هو السبب لضخامة سوق العملات، فهنالك مئات الملايين من الدولارات تباع وتشتري كل بضع ثوان. وبورصات العملات تتميز أيضاً بالمؤشرات المختلفة والتحليل الفني والتحليل الإخباري وسرعة الحصول علي الأرباح.
وبالرغم من أن بعض المحللين منقسمين فالبعض ينظر فقط إلى مخاطرها والبعض الآخر ينظر إلى فوائدها، لكن سرعان ما وجد سوق تداول العملات طريقه إلى جانب القنوات الاستثمارية الأخرى من أسواق مال ومعادن وعقارات وسلع آجلة وغيرها.

## التداول والمتاجرة في سوق العملات
يتم شراء وبيع العملات المختلفة بالدولار الأمريكي أو العملات الأخرى فيما بينها مما يعرف بازدواج العملات وذلك في مقابل الدولار الأمريكي أو أي عملة مقابل عملة أخرى في القيمة. ويعتبر التداول في العملات أربح من التجارة في البورصات.

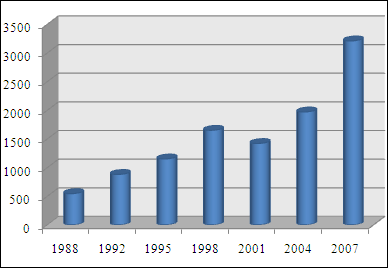
حركة الأسهم في سوق تداول العملات 1988-2007، بوحدات مليار دولار أمريكي.

وتقوم أسعار العملات بالتغيرات الكبيرة المتعددة مما يساعد للقيام ببعض العمليات التجارية خلال يوم واحد. من المعروف انه تقوم الانخفاضات بالتأثير الكبير علي الأسواق المالية مما قد يؤدي إلي انهيار الأسهم أو السندات. أما سوق الفوركس فانخفاض الدولار الأمريكي (على سبيل المثال) يعني صعود سعر العملة الثانية ولا يوجد أي انهيار مثل أسواق الأسهم أو السندات.
يجمع سوق الفوركس أربع أسواق إقليمية: الاسترالية والآسيوية والأوربية والأمريكية. وتستمر عمليات المتاجرة فيه كل أيام العمل ويغلق السوق يومي السبت والأحد، ويعمل السوق على مدار الساعة أي 24 ساعة في اليوم. ويلاحظ هدوء نسبي من الساعة 20:00 وحتى 01:00 بتوقيت غرينتش، ويعزي ذلك لإغلاق بورصة نيويورك في الثامنة مساءُ وبدء بورصة طوكيو العمل في الواحدة صباحاُ. ومع دخول التكنولوجيا وشبكة الإنترنت أصبح ممكنا استخدام فتح الحسابات والمتاجرة في الأسواق الدولية مع شركات وبنوك لم تذهب إليها حتى في كل بلدان العالم منها لندن وهون كونج والإمارات ودبي.
من أهم مميزات المتاجرة في سوق الفوركس بالإضافة لتقلباته السريعة هو المتاجرة بالهامش أو ما يعرف Margin trade. ان هذه التجارة تتعامل بما يسمى (التجارة بالهامش) أي أنك تحجز مبلغا ضئيلا من حسابك (1000 دولار) مقابل شراء (100000) دولار وتسمى وحدة الشراء (لوت) وتربح أو تخسر حسب حركة العملة أو السلعة أو المعدن الذي اشتريته أو بعته وهذا النوع من المتاجرة (ولو يبدو بسيطا) هو من أربح أنواع المتاجرة حيث يمكنك كسب ربح كبير خلال ثواني معدودة نتيجة خبر اقتصادي أو رفع وتنزيل سعر فائدة أو كارثة طبيعية أو مسببات أخرى اقتصادية وغيرها.
ومن الخصائص المهمة لسوق العملات هي خاصية التوازن بالرغم من أن هذا يبدو غريبا. فالكل يعلم أن الخاصية الأساسية للسوق المالية هي هبوطه المفاجئ. ولكن سوق الفوركس يختلف عن سوق الأسهم في أنه لا يهبط. عندما تفقد الأسهم قيمتها يكون هذا انهيارا. أما إذا انهار الدولار مثلا فان ذلك يعني فقط أن عملة أخرى صارت أقوى – مثالا لذلك الين الياباني الذي صار في بضعة أشهر من عام 1998 اقوي بالربع تقريبا بالنسبة للدولار. هذا وقد وصل هبوط الدولار لبعض الأيام في تلك الفترة لعشرات في المائة. بالرغم من ذلك لم يحدث انهيار للسوق واستمرت المعاملات كالعادة، في هذا ينحصر ثبات سوق العملات وما يرتبط به من عمل. وذلك لأن العملة تعتبر بضاعة كاملة السيولة يمكن شراؤها أو بيعها في كل الأوقات.

## المضاربة بالعملات والشريعة الإسلامية
انتشر السؤال حول شرعية التعامل في المضاربة في العملات بين الكثير من الفقهاء والعلماء الأفاضل والمتداولون حول تحليل المتاجرة بسوق العملات العالمية. والسؤال الأهم لدى معظم التجّار والمستثمرون المسلمون هو: هل يجوز التعامل في العملات والذي يتم التداول فيه عن طريق الإنترنت؟ وما رأي الشريعة في التبييت و الرافعة المالية وكذلك تأخر التسليم (المقاصة) من يوم إلى يومين بعد إنهاء العقد؟ وقد أجاب العديد من المفتيين حول شرعية هذا الموضوع والتي انتشرت بشكل كبير على الإنترنت.
إليكم رد بإيجاز من الشيخ المفتي العلامة الدكتور يوسف عبد الله القرضاوي من موقع إسلام أون لاين:«الأصل الشرعي في بيع النقود وشرائها بعضها ببعض: أن تكون يدًا بيد. ومن هنا لا يصح التأجيل في عقود بيع النقود، بل لابد من التقابض في المجلس».

## العزوف عن المخاطرة
العزوف عن المخاطرة هو سلوك في التداول يظهر في سوق تداول العملات عند حدوث حدث سلبي قد يؤثر على ظرف السوق الحالية. وذلك يحدث عندما يقوم التجار أصحاب قرار العزوف عن المخاطرة وقف صفقاتهم والخروج من السوق وتحويل أموالهم إلى الأصول ذات المخاطر الأقل بسبب حالة عدم اليقين.

## مواضيع ذات صلة
- مجموعة سي إف آي المالية
- تداول يومي
- بورصة
- تجارة الكترونية
- سوق الأوراق المالية
- سوق مالية
- مالية
- عولمة
- شركة استثمار
- اقتصاد